# 彩虹六号 (小说)
彩虹六号是一部汤姆克兰西创作的小说。小说的主要角色是一个名为“彩虹”的想象之国际反恐组织，与傑克·萊恩系列无关联。另有改编自该小说的近20部系列游戏。

## 彩虹小組
在小说中，的彩虹小组是一个由北大西洋公约组织创建的国际反恐组织并从美国内政部获取资助。彩虹小组的总部在英格兰的赫里福德（在小说设定的时间轴亦是特种空勤团的总部），因为英国是世界上最容易被访问的国家之一，同时拥有世界上最重要的特种部队之一。大多数彩虹小组中的人物是美国人或英国人，但法国、德国、意大利、西班牙、加拿大和北约盟国以色列都至少有一名代表。克兰西把彩虹小组描述为具有一个总负责人和兩个作为第二負責人的结构。彩虹小組被描绘成“比隐秘行动更隐秘”的操作，并且在其自己的在全世界获取情报的特别情报机构基础上工作。在小说中，当彩虹被要求去帮助另一个国家的政府以对付恐怖分子的情况下，通常只有两支小队之一将被送出，但在某些特别情况下，都将被送出。两支小队各拥有一名军官作为团队的领导者和高级士官作为二把手。不计团队领导，每队各有11人。
在游戏中，彩虹小组与原著中不同。约翰·克拉克仍然在大多数情况下是领导者，但他是支持的一组其他关键员工，谁变化从游戏到游戏顾问。在彩虹六号：雷霆战警中，约有30名成员。这些人来自北约国家和非北约成员国，包括六名女队员。对于每一个任务，最多可以部署八名队员并可以将其拆分成最多四支小队。武器、制服和装备都不标准化，而是会选择适合的任务的武器，所以在游戏中会更经常可以看到冲锋枪和大口径手枪。

### 成员
以下是彩虹小组的成员列表：（虹彩部隊的職級以北約軍銜作標準，但僅為名義上，部份成員並非擁有該實際軍銜，只是用於區分上下級）
负责人
- 少將 約翰·克拉克，代號：虹彩六號，前美國中央情報局特別活動分部成員，前美國軍事援助越南司令部-研究觀察團（MACV-SOG）成員，前海豹部隊成员。

第二负责人
- 上校 Alistair Stanley，代號：虹彩五號，前空降特勤隊成員
- 上校 Lance Copeland，代號：虹彩四號，前加拿大特種部隊（英语：Canadian Special Operations Regiment）成員

秘书
- Mrs. Alice Fagate
- Mrs. Helen Montgomery

第一小队
- 隊長 - 少校 Peter Covington，空降特勤隊成員
- 上尉 Hugh McGarrett，加拿大427特種作戰航空中隊（英语：427 Special Operations Aviation Squadron）
- 一等士官長 Miguel 'Mike' Chin，海豹部隊
- 狙擊手 - 三等士官長 Fred Franklin，三角州部隊
- 中士 Mortimer "Sam" Houston，美國陸軍遊騎兵
- 中士 Geoff Bates，空降特勤團
- 中士 Joshua "J" Fisher，三角州部隊
- 狙擊手 - 中士 Hank Patterson，三角州部隊

第二小队
- 隊長－少校 多明戈·「丁」·查維斯（英语：Domingo Chavez），前中央情報局特別行動處成員，前美國陸軍

查維斯少校為「哥倫比亞毒品事件」（詳見：迫切的危機）中的美軍特種部隊成員之一，同時為唯一倖存者。其時傑克·雷恩為中情局代理執行局長。
- 上尉 Nicholas Traven 第2聯合特遣部隊(JTF2), 前加拿大特別行動團(CSOR)
- 團總士官長 Eddie Price 空降特勤團
- 二等士官長 Julio Vega 三角洲部隊, 前美國陸軍遊騎兵
- 狙擊手 - 三等士官長 Homer Johnston 三角洲部隊, 前美國陸軍綠扁帽
- 狙擊手 - Feldwebel Dieter Weber GSG9
- 上士 George Tomlinson 三角洲部隊, 前美國陸軍綠扁帽
- 上士 Steve Lincoln 空降特勤團
- 中士 Paddy Connolly 空降特勤團
- 中士 Scott McTyler 空降特勤團
- 中士 Louis Loiselle 對外安全總局(DGSE)-行動處
- 中士 Mike Pierce 三角洲部隊

第二小队秘书
- Katherine Moony

情报人员
- Paul Bellow博士 談判代表兼心理學家
- Bill Tawney 前軍情六處(MI6)
- Danny Wright 前加拿大安全情報局(CSIS)

通信人员
- 少校 Sam Bennett 美國空軍

技术人员
- David Peled 以色列情報特務局
- Tim Noonan FBI; 前人質營救小組

黑鹰直升机小队
- 中校 Daniel "Bear" Malloy 美國海軍陸戰隊
- 上尉 Harrison 美國陸軍第160特種作戰航空團
- 中士 Jack Nance 美國陸軍第160特種作戰航空團

武器训练员
- 士官長 Dave Woods 英國陸軍

在《熊与龙》中, 彩虹小组回归. 尽管他们在小说中一开始看起来并不重要, 但随着故事的发展，他们的角色越来越重要。